# Imre Pulai
Imre Pulai (* 14. November 1967 in Budapest) ist ein ehemaliger ungarischer Kanute.

## Erfolge
Imre Pulai nahm an vier Olympischen Spielen teil. Bei seinem Olympiadebüt 1988 in Seoul startete er im Einer-Canadier über 1000 Meter und erreichte über den Hoffnungslauf und dank eines dritten Platzes in seinem Halbfinale den Endlauf. In diesem belegte er den sechsten Platz. Vier Jahre darauf trat Pulai in Barcelona bei den Olympischen Spielen auf der 500-Meter-Strecke an. Nach zweiten Plätzen in den Vor- und Halbfinalläufen zog er erneut ins Finale ein, das er auf Rang fünf abschloss. 1996 schaffte er in Atlanta über 500 Meter ein weiteres Mal den Finaleinzug, als er sich als Zweiter seines Vorlaufs direkt qualifizierte. In 1:50,758 Minuten überquerte er hinter dem siegreichen Tschechen Martin Doktor und dem zweitplatzierten Slowaken Slavomír Kňazovický als Dritter die Ziellinie und gewann die Bronzemedaille.
Bei den Olympischen Spielen 2000 in Sydney ging Pulai mit Ferenc Novák im Zweier-Canadier über 500 Meter und 1000 Meter an den Start. Über 500 Meter qualifizierten sie sich nach einem dritten Platz in ihrem Vorlauf direkt für den Endlauf. Diesen beendeten sie nach 1:51,284 Minuten auf dem ersten Platz, vor den Polen Daniel Jędraszko und Paweł Baraszkiewicz sowie den Rumänen Mitică Pricop und Florin Popescu, womit sie sich als Olympiasieger die Goldmedaille sicherten. Nicht ganz so erfolgreich verlief der Wettkampf auf der 1000-Meter-Strecke, auf der sie nach Rang zwei in ihrem Vorlauf zunächst ebenfalls die direkte Finalqualifikation schafften. Im Finale kamen sie in einer Rennzeit von 3:43,103 Minuten nicht über den fünften Platz hinaus und blieben zwei Sekunden hinter dem Bronzerang zurück, den die Deutschen Stefan Uteß und Lars Kober belegten.
Bei Weltmeisterschaften gewann Pulai acht Medaillen. 1993 wurde er in Kopenhagen im Vierer-Canadier über 1000 Meter ebenso Weltmeister wie ein Jahr darauf in Mexiko-Stadt. Außerdem belegte er 1994 im Einer-Canadier den zweiten Platz auf der 500-Meter-Strecke. Auf dieser wurde er 1995 in Duisburg im Einer-Canadier Dritter, während er über 1000 Meter Weltmeister wurde. Eine Silbermedaille folgte 1999 in Mailand im Zweier-Canadier mit Ferenc Novák über 500 Meter. Im Vierer-Canadier wurde er 2003 in Gainesville über 1000 Meter zum vierten Mal Weltmeister und belegte über 500 Meter außerdem den Bronzerang. 2004 in Posen wurde Pulai im Vierer-Canadier auf der 1000-Meter-Distanz Europameister. Bei den Europameisterschaften 2006 in Račice u Štětí sicherte er sich im Vierer-Canadier über 500 Meter außerdem die Bronzemedaille. Auf nationaler Ebene gewann Novák in verschiedenen Disziplinen insgesamt zehn Landesmeistertitel.
1995 wurde Pulai zu Ungarns Sportler des Jahres gewählt. Nach seinem Olympiasieg wurde ihm das Offizierskreuz des Ungarischen Verdienstordens verliehen. Sein Sohn Bence Pulai nahm als Schwimmer unter anderem mehrfach an Olympischen Spielen teil.